# VK Mirad UNIPO Prešov
VK Mirad UNIPO Prešov – słowacki klub siatkarski z Preszowa. Obecnie występuje w najwyższej klasie rozgrywek ligowych na Słowacji (Extralidze). Tytularnym sponsorem klubu jest firma Mirad.

## Historia
Początki męskiej siatkówki w Preszowie sięgają lat 30. XX wieku. Wówczas powstały pierwsze drużyny siatkarskie w ramach TJ Sokol oraz w szkołach średnich. Od 1949 roku preszowskie drużyny pod różnymi nazwami (Sokol Sparta Dukla Prešov, KNV Prešov, TJ Slávia Prešov, TJ ZVL Prešov, TJ Tatran Prešov) uczestniczyły w mistrzostwach regionalnych oraz w 2. słowackiej lidze narodowej. W 1986 roku w mistrzostwach regionalnych brały udział trzy drużyny z Preszowa: TJ Tatran Prešov, TJ ZVL Prešov oraz TJ Vukov Prešov. Władze miasta zdecydowały, że głównym klubem reprezentującym Preszów zostanie TJ Vukov Prešov. Zespół ten w sezonie 1986/1987 zdobył mistrzostwo regionu oraz awansował do 1. ligi słowackiej, która po rozpadzie Czechosłowacji stała się najwyższą klasą rozgrywkową w niepodległej Słowacji.
W latach 90. ze względów sponsorskich klub występował pod nazwami TJ ZPA Prešov oraz MŠK VTJ Sokol Prešov. Przed sezonem 1997/1998 MŠK VTJ Sokol Prešov podpisał umowę z Uniwersytetem Preszowskim, uzyskując status zespołu akademickiego. Od tego momentu przyjął nazwę VK PU Prešov. W sezonie 2003/2004 zdobył pierwszy medal mistrzostw Słowacji, zajmując 3. miejsce w extralidze.
W sezonie 2004/2005 pod wodzą trenera Jaroslava Vlka VK PU Prešov po raz pierwszy został mistrzem Słowacji.
Po zakończeniu sezonu 2007/2008 ze względu na problemy finansowe klub z Preszowa został wykluczony z extraligi. W 2008 roku powstało stowarzyszenie Slávia VK PU Prešov zrzeszające zawodników VK PU Prešov oraz TJ Slávia PU Prešov. W sezonie 2008/2009 męska drużyna prowadzona przez trenera Petra Váhovskégo zajęła 1. miejsce w I lidze wschodniej i po jednosezonowej przerwie powróciła do extraligi. W sezonie 2009/2010 trenerem został Ľuboslav Šalata. W tym sezonie zespół z Preszowa dotarł do finału extraligi, w którym przegrał z VK Chemes Humenné. Przed końcem sezonu 2009/2010 tytularnym sponsorem klubu zostało przedsiębiorstwo Mirad. W sezonie 2010/2011 zespół występował pod nazwą Slávia VK PU Mirad Prešov, a od sezonu 2011/2012 – VK MIRAD PU Prešov.
W sezonie 2014/2015 zespół z Preszowa po raz drugi zdobył mistrzostwo Słowacji, pokonując w finałach fazy play-off Spartak VKP Komárno. Od sezonu 2020/2021 występuje pod obecną nazwą – VK Mirad UNIPO Prešov.

## Sukcesy
Mistrzostwo Słowacji:
- 2005, 2015
- 2010, 2016, 2022[3], 2023
- 2004, 2017, 2021

Puchar Słowacji:
- 2005, 2016, 2017, 2021, 2023[4]